# Басараб II
Басараб II (рум. Basarab II; ум. после 1458) — господарь Валахии из династии Басарабов-Данешти (1442—1443), сын валашского господаря Дана II.

## Биография
В июне 1442 г. при поддержке трансильванского воеводы Яноша Хуньяди Басараб II захватил валашский господарский престол. На стороне Яноша Хуньяди валашский господарь Басараб выступил против турок, которые были разбиты в битве на реке Яломица и изгнаны из Валахии. В марте 1443 года Влад Дракул был освобожден из турецкого плена и вернулся в Валахию, изгнав оттуда Басараба II.